# Liste des missions d'exploration spatiale en cours

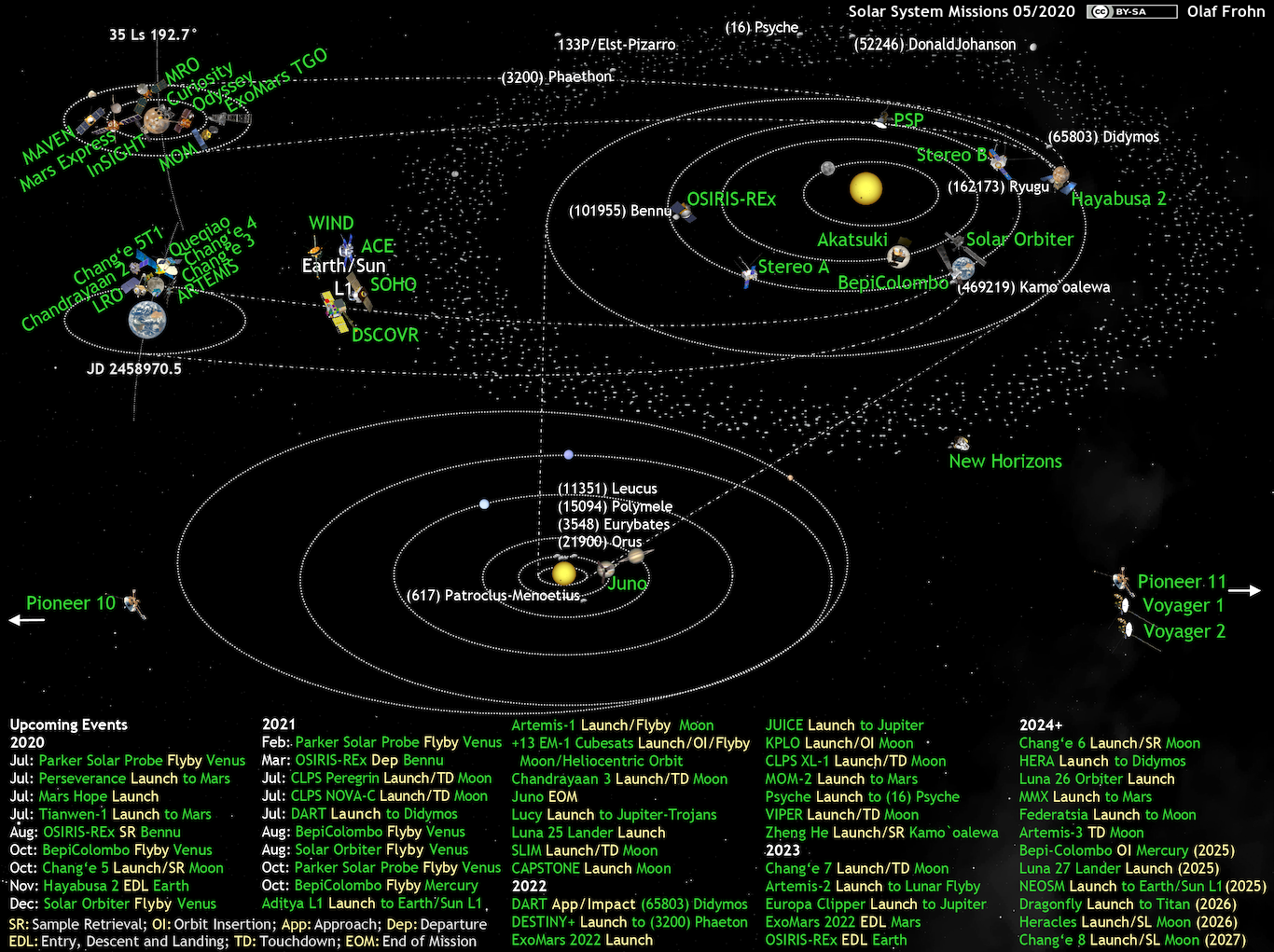
Schéma représentant la position des engins spatiaux dans le système solaire ayant quitté le champ gravitationnel de la Terre hors observatoires et télescopes spatiaux (mai 2020).

Cet article recense la liste de sondes spatiales actives qui ont échappé à l'orbite terrestre. Il inclut les sondes spatiales lunaires, mais n'inclut pas les sondes spatiales en orbite aux points de Lagrange Soleil-Terre. Un engin spatial est considéré comme "actif" s'il est encore capable de transmettre des données utilisables à la Terre (qu'il puisse ou non recevoir des commandes).

## Missions en cours
| Mission                       | Lancement         | Arrivée           | Cible actuelle                                | Objectif                                                  |
| ----------------------------- | ----------------- | ----------------- | --------------------------------------------- | --------------------------------------------------------- |
| Voyager 2                     | 20 août 1977      | 5 novembre 2018   | Milieu interstellaire                         | Étude du milieu interstellaire.                           |
| Voyager 1                     | 5 septembre 1977  | 25 août 2012      | Milieu interstellaire                         | Étude du milieu interstellaire.                           |
| Hubble                        | 24 avril 1990     | 25 avril 1990     | Orbite terrestre                              | Étude de l'Univers observable.                            |
| WIND                          | 1er novembre 1994 | 2004              | Orbite héliocentrique                         | Étude du champ magnétique terrestre.                      |
| SoHO                          | 2 décembre 1995   |                   | Orbite héliocentrique                         | Étude du Soleil.                                          |
| ACE                           | 25 août 1997      |                   | Orbite héliocentrique                         | Étude des particules du milieu interplanétaire.           |
| 2001 Mars Odyssey             | 7 avril 2001      | 25 janvier 2004   | Mars                                          | Observation de la planète Mars.                           |
| Mars Express                  | 2 juin 2003       | 25 décembre 2003  | Mars                                          | Étude de la planète Mars.                                 |
| MRO                           | 12 août 2005      | 10 mars 2006      | Mars                                          | Étude de la planète Mars.                                 |
| New Horizons                  | 19 janvier 2006   | 1er janvier 2019  | (486958) Arrokoth                             | Étude de la ceinture de Kuiper.                           |
| STEREO                        | 26 octobre 2006   |                   | Orbite héliocentrique                         | Étude des éruptions solaires.                             |
| LRO                           | 18 juin 2009      |                   | Lune                                          | Étude de la Lune.                                         |
| SDO                           | 11 février 2010   | 11 février 2010   | Orbite géosynchrone                           | Étude du Soleil.                                          |
| Akatsuki                      | 20 mai 2010       | 7 décembre 2015   | Vénus                                         | Étude de l'atmosphère de Vénus.                           |
| Juno                          | 5 août 2011       | 5 juillet 2016    | Jupiter                                       | Étude de la planète Jupiter.                              |
| Mars Science Laboratory       | 26 novembre 2011  | 6 août 2012       | Mars                                          | Étude in situ de la planète Mars.                         |
| MAVEN                         | 18 novembre 2013  | 21 septembre 2014 | Mars                                          | Étude de l'atmosphère de Mars.                            |
| ExoMars TGO                   | 14 mars 2016      | 19 octobre 2016   | Mars                                          | Étude de l'atmosphère de Mars.                            |
| OSIRIS-REx                    | 8 septembre 2016  | 1er décembre 2018 | (101955) Bénou                                | Retour d'un échantillon de l'astéroïde géocroiseur Bénou. |
| Chang'e 4                     | 7 décembre 2018   | 3 janvier 2019    | Lune                                          | Étude du sol lunaire sur la face cachée de la Lune.       |
| Chandrayaan-2                 | 22 juillet 2019   | 20 août 2019      | Lune                                          | Étude de la Lune.                                         |
| Solar Orbiter                 | 10 février 2020   | novembre 2021     | Orbite héliocentrique                         | Observation du Soleil.                                    |
| Mission martienne des Émirats | 19 juillet 2020   | 9 février 2021    | Mars                                          | Étude de Mars.                                            |
| Tianwen 1                     | 23 juillet 2020   | 10 février 2021   | Mars                                          | Étude de Mars avec orbiteur et rover.                     |
| Mars 2020                     | 30 juillet 2020   | 18 février 2021   | Mars                                          | Étude de Mars et retour d'un échantillon du sol martien.  |
| James Webb                    | 25 décembre 2021  | 12 juillet 2022   | Orbite héliocentrique au point de Lagrange L2 | Étude de l'Univers observable.                            |
| SLIM                          | 6 septembre 2023  | 25 décembre 2023  | Lune                                          | Démonstrateur technologique.                              |

## Missions en transit
| Mission     | Lancement       | Arrivée prévue   | Cible actuelle                | Objectif                                                                                   |
| ----------- | --------------- | ---------------- | ----------------------------- | ------------------------------------------------------------------------------------------ |
| Hayabusa 2  | 3 décembre 2014 | Juillet 2031     | 1998 KY26                     | Étude de l'astéroïde géocroiseur 1998 KY26.                                                |
| Parker      | 12 août 2018    | 19 décembre 2024 | Orbite héliocentrique         | Étude de la couronne solaire.                                                              |
| BepiColombo | 20 octobre 2018 | 5 décembre 2025  | Mercure                       | Étude de la planète Mercure.                                                               |
| Lucy        | 16 octobre 2021 | 2027             | Astéroïdes troyens de Jupiter | Étude des astéroïdes troyens de Jupiter.                                                   |
| JUICE       | 14 avril 2023   | Juillet 2031     | Système jovien                | Étude des lunes Callisto, Europe et Ganymède.                                              |
| Psyché      | 13 octobre 2023 | Août 2029        | Astéroïde (16) Psyché         | Étude de l'astéroïde de type M (16) Psyché, situé dans la ceinture principale d'astéroïde. |

## Missions en développement
| Mission           | Lancement prévu         | Arrivée prévue | Cible actuelle        | Objectif                                                                     |
| ----------------- | ----------------------- | -------------- | --------------------- | ---------------------------------------------------------------------------- |
| Chang'e 6         | Mai 2024                |                | Lune                  | Retour d'un échantillon du sol lunaire.                                      |
| Europa Clipper    | 10 octobre 2024         | 11 avril 2030  | Jupiter               | Étude de la lune Europe.                                                     |
| Mangalyaan 2      | 2024                    |                | Mars                  |                                                                              |
| MMX               | 2026                    | 2027           | Phobos                | Retour d'un échantillon de Phobos sur Terre.                                 |
| Nancy-Grace-Roman | Octobre 2026 - mai 2027 |                | Orbite géosynchrone   | Étude de la matière noire et d'exoplanètes.                                  |
| Dragonfly         | Juillet 2028            | 2034           | Titan                 | Étude de la surface et l'atmosphère de Titan.                                |
| Shukrayaan-1      | 2028                    |                | Vénus                 | Étude de l'atmosphère de Vénus.                                              |
| Rosalind Franklin | 2028                    | 2029           | Mars                  | Étude in situ de la planète Mars.                                            |
| Venera-D          | Novembre 2029           |                | Vénus                 | Étude de la planète Vénus.                                                   |
| Comet Interceptor | 2029                    |                | Orbite héliocentrique | Étude d'une comète ou objet interstellaire n'ayant jamais survolé le Soleil. |